# 연결되지 않을 권리
연결되지 않을 권리(영어: Right to disconnect)는 근로시간 외의 시간에 업무와 관련된 연락을 받지 않을 권리이다. 통신기기가 발달하면서 근로자의 근로시간과 휴식시간의 구분이 모호해지는 문제가 발생함에 따라 논의가 시작되었다.:80

## 대한민국
대한민국 법상 연결되지 않을 권리를 '사생활'에 있어 사용자에 의해 근로가 부여될 때, 근로자 스스로가 결정할 수 있는 권리라 보고 법적 근거를 사생활의 자유를 보장하는 헌법 제17조에서 찾을 수 있다는 시각이 존재한다.
한편, 대한민국에서는 연결되지 않을 권리를 다루는 이른바 '카톡금지법' 법안이 여러 차례 발의되기도 했지만, 실현 가능성이 낮다는 이유로 폐기돼 왔다. 다만, 일부 지방자치단체는 조례를 통해 이 권리를 보장하기도 한다. 예를 들어 '서울시 공무원 복무조례'의 제16조의2는 "시장은 공무원의 휴식권을 보장하며, 근무시간 이외의 시간에 전화, 문자메시지, 소셜네트워크서비스(SNS) 등 각종 통신수단을 이용한 업무에 관한 지시로 인하여 공무원의 사생활의 자유를 침해당하지 않도록 노력하여야 한다."라고 쓰여있다.

## 일본
후생노동성은 2021년 개정한 '재택근무의 적절한 도입 및 실시 추진을 위한 가이드라인'에서 업무시간 외의 업무 지시나 보고 방식에 대한 규칙을 마련하는 것이 바람직하다는 내용이 기재되었고, 업무시간 외 연락에 응하지 않았다는 이유로 불이익한 인사평가를 하는 것은 부적절하다고 경고했다. 단, 이 가이드라인은 강제력이 없다.

## 프랑스

### 엘 콤리 법
2016년 3월 24일, 프랑스 노동부 장관 미리앙 엘 콤리는 종업원 50인 이상 기업이 근로자들의 연결차단권(Le droit à la déconnexion)을 보장해야 한다는 내용이 담긴 엘 콤리 법을 발의했고, 2016년 8월 9일에 통과되었다.

#### 배경
2015년 9월 15일, 프랑스 통신업체 오렌지 텔레콤의 인사책임자 브루노 메틀링은 '디지털 변화와 직장 생활'이라는 보고서를 제출했고, 이 보고서에는 근로자들의 회사 업무에 관한 연락 또는 접속을 시간을 정하여 차단하는 권리인 연결차단권과 관련된 내용이 들어있었다. 엘 콤리는 보고서의 내용을 높이 평가하였으며, 노동법 개정을 위한 국무회의에 발표할 개정안에 적극적으로 반영할 것이라 언급했다.:80-82

## 호주
2024년 2월 12일, 호주 정부는 연결되지 않을 권리를 보장하는 법안을 통과시켰다.